# Agave phillipsiana
Agave phillipsiana là một loài thực vật có hoa trong họ Măng tây. Loài này được W.C.Hodgs. mô tả khoa học đầu tiên năm 2001.